# West Suffolk (dystrykt)
West Suffolk – dystrykt niemetropolitalny w hrabstwie Suffolk, w Anglii. Władze dystryktu mieszczą się w Bury St Edmunds i Mildenhall.
Utworzony został 1 kwietnia 2019 roku w wyniku połączenia dystryktów St Edmundsbury i Forest Heath. Władze lokalne obu dystryktów wcześniej już prowadziły szeroko zakrojoną współpracę, obejmująca m.in. posiadanie wspólnej kadry pracowniczej.
Powierzchnia dystryktu wynosi 1034,7 km², liczba ludności 170 756 (2011).